# Erich Honecker
Erich Honecker (Neunkirchen, 25. kolovoza 1912. – Santiago de Chile, 29. svibnja 1994.), njemački komunistički političar,  vladar DDR-a, tj. Istočne Njemačke od 1971. do 1989. godine.
Rodio se u Neunkirchenu, kao sin politički militantnog rudara. Brzo se, u mladosti povezao s komunističkim organizacijama. Uhitili su ga nacisti 1935. i osudili na deset godina. U zatvoru je ostao do kraja Drugog svjetskog rata. Kasnije postaje dio SED-a (Sozialistische Einheitspartei Deutschlands), te je zadužen za gradnju Berlinskog zida.
Kao glavni tajnik SED-a bio je na vlasti od 1971. do 1989. Ženio se dva puta, i imao dvije kćeri. U siječnju 1989. rekao je da će Zid stajati tu još 50, a možda i 100 godina, no te iste godine zid je srušen.
Dolaskom devedesetih, svrgnut je s vlasti. Nakon ponovnog ujedinjenja Njemačke, pobjegao je u Sovjetski Savez odakle je izručen. Suđeno mu je za razne zločine, posebice za ubojstva 192 ljudi koji su htjeli pobjeći od njegovog režima.
Budući da je umirao od raka pušten je na slobodu, a umro je godinu i pol kasnije. Kremiran je, a pepeo mu je navodno posjedovala udovica Margot.